# Kandu Leppiama
Kandu Leppiama es un municipio (chiefdom) del distrito de Kenema en la provincia del Este, Sierra Leona, con una población con una población censada en diciembre de 2021 de 22 722 habitantes.
Se encuentra ubicado al este del país, cerca de la frontera con Liberia y del río Moa.